# Torminalis orientalis
Torminalis orientalis là loài thực vật có hoa trong họ Hoa hồng. Loài này được (Schönb.-Tem.) K.R. Robertson & J.B. Phipps miêu tả khoa học đầu tiên năm 1991.